# Pasmo Olsztyńsko-Mirowskie

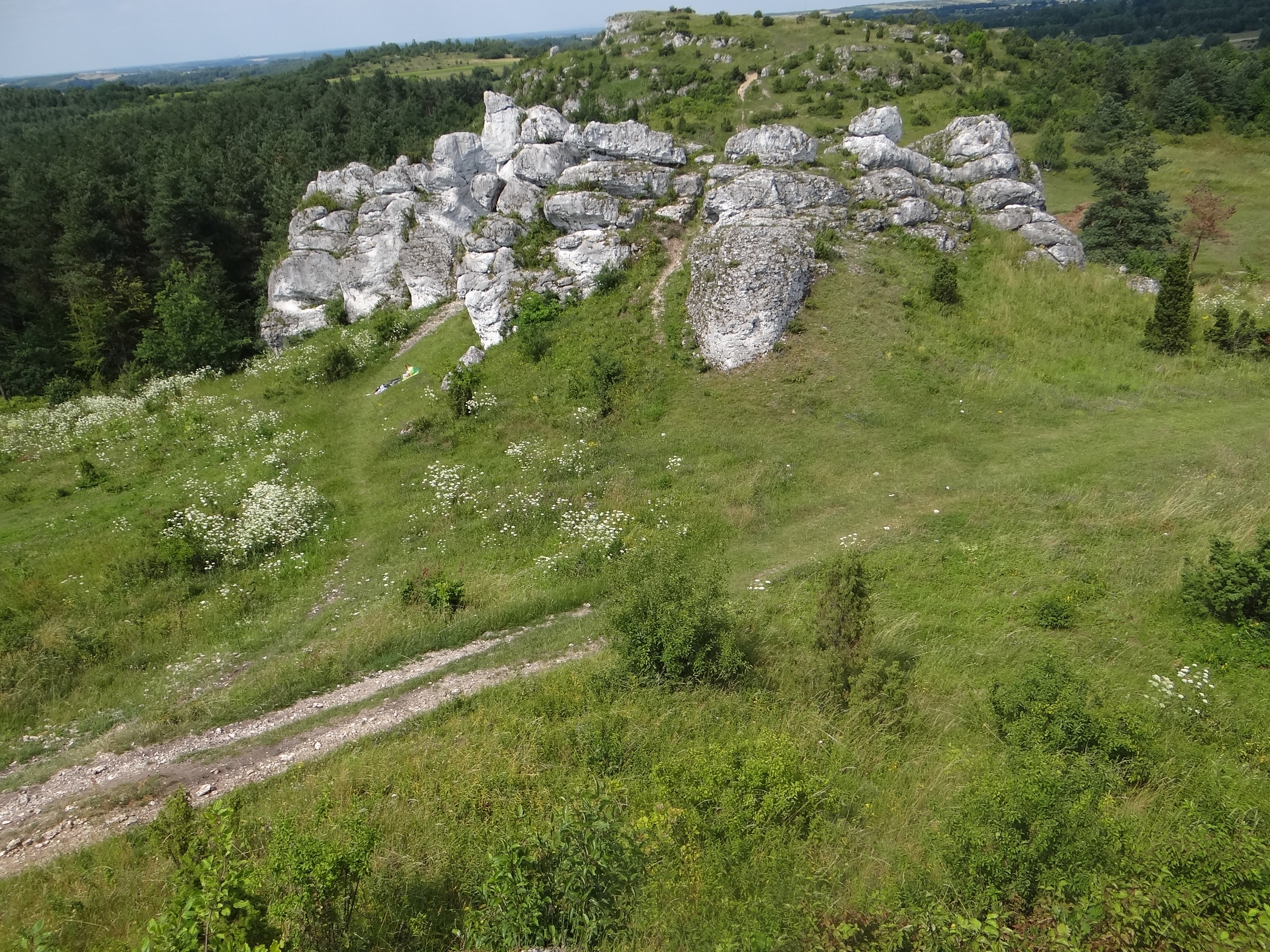
Góry Towarne

Pasmo Olsztyńsko-Mirowskie – pasmo wzniesień w zachodniej części Wyżyny Częstochowskiej. Jest to używany w niektórych regionalizacjach fizycznogeograficznych Polski termin dla określenia wyróżniających się w krajobrazie wzgórz między miejscowościami Olsztyn i Mirów. W regionalizacji geograficznej Polski  według Jerzego Kondrackiego odpowiada on w przybliżeniu mikroregionowi Wyżyna Mirowsko-Olsztyńska.
Pasmo Olsztyńsko-Mirowskie charakteryzuje się występowaniem licznych ostańców i mogotów, na których często zlokalizowano zamki (Zamek w Olsztynie, Zamek w Mirowie, Zamek w Bobolicach i półsuchych kotlinek wypełnionych piaskami fluwioglacjalnymi nagromadzonymi przez odpływające wody lodowcowe. Większe zgrupowania tych skałek to Skały Olsztyńskie, Skały Mirowskie. Inną  charakterystyczną cechą tego obszaru jest występowanie bezwodnych dolinek. W mikroregionie tym występują także inne formy rzeźby krasowej: jaskinie, schroniska, wywierzyska, leje krasowe. Część rejonu włączono w obszar Parku Krajobrazowego Orlich Gniazd.